# Matt LeBlanc

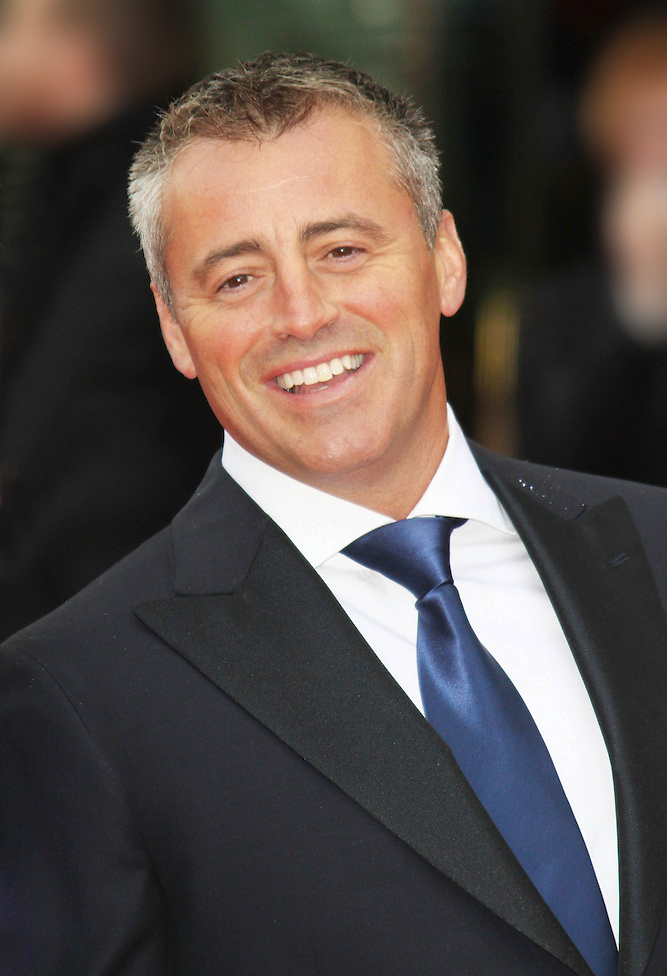
Matt LeBlanc (2013)

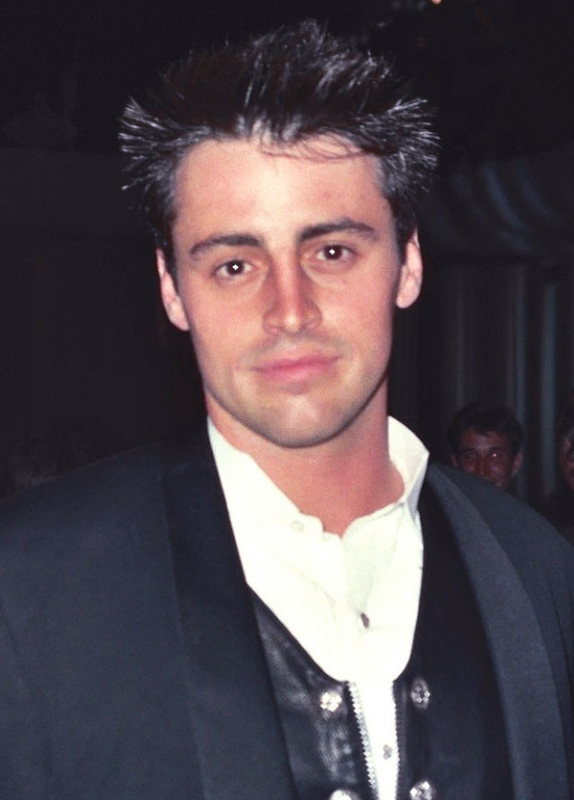
LeBlanc (1995)

Matthew Steven LeBlanc (* 25. Juli 1967 in Newton, Massachusetts) ist ein US-amerikanischer Schauspieler und Produzent. Bekannt wurde er vor allem durch seine Rolle als Joey Tribbiani in der Fernsehserie Friends.

## Leben
Sein Vater hat Vorfahren aus Frankreich, Dänemark, England und Irland; seine Mutter ist Italoamerikanerin.
Zu Beginn seiner Karriere war LeBlanc vor allem erfolgreich mit Werbeanzeigen und Werbespots, beispielsweise für Levi’s, Coca-Cola, Doritos und Heinz Ketchup. Der Heinz-Ketchup-Werbespot wurde 1987 in Cannes auf dem Cannes Lions International Advertising Festival ausgezeichnet.
1991 erhielt er zusammen mit Joseph Bologna die Hauptrolle in der Serie Top of the Heap, einem Ableger der Erfolgsserie Eine schrecklich nette Familie, in der er bereits drei Gastauftritte gehabt hatte. LeBlanc spielte Vinnie Verducci, der zusammen mit seinem Vater versucht, auf mehr oder weniger legalen Wegen zu Geld zu kommen. Er bedient dabei ein eher einfältiges Rollenprofil. Top of the Heap wurde jedoch nach kurzer Zeit wieder eingestellt, da die Serie nicht an den Erfolg der Schrecklich netten Familie anschließen konnte.
1994 erhielt er eine Hauptrolle in der Fernsehserie Friends. In dieser spielte er über zehn Jahre hinweg die Rolle des gutaussehenden, aber wenig intelligenten Joey Tribbiani, den Mitbewohner von Chandler Bing (Matthew Perry), der sich als mittelloser Schauspieler durchs Leben schlägt.
Nach dem Ende der Serie im Jahr 2004 wurde die Sitcom Joey als Ableger gestartet. Sie gilt als offizielle Fortsetzung, da LeBlanc in ihr seine Figur aus der Serie fortführte. Aufgrund schlechter Einschaltquoten wurde die Serie nach zwei Staffeln durch NBC abgesetzt.
Versuche, sich im Kino zu etablieren, waren bislang nicht erfolgreich. Der bekannteste Film ist das Remake Lost in Space (1998) der Serie Verschollen zwischen fremden Welten, in dem LeBlanc den machohaften Raumschiffpiloten Major West verkörpert. Der Film wurde für die Goldene Himbeere in der Kategorie Schlechteste Neuverfilmung oder Fortsetzung nominiert.
Danach betätigt er sich auch als Produzent, 2006 bei The Prince und 2010 bei Jonah Hex. 2012 erhielt er für die Sitcom Episodes, in der er sich selbst spielt, den Golden Globe Award. Er war hier von 2011 bis 2017 zu sehen.
Am 4. Februar 2016 gab die BBC bekannt, dass LeBlanc Co-Moderator von Top Gear wird. Seit Oktober 2016 war er als Adam Burns in der CBS-Sitcom Man with a Plan zu sehen. Die Serie wurde 2020 nach vier Staffeln beendet.
Am 3. Mai 2003 heiratete er seine langjährige Freundin Melissa McKnight auf Hawaii. Mit ihr hat er eine gemeinsame Tochter (* 2004). Das Paar trennte sich am 1. Januar 2006. Die Scheidung folgte am 6. Oktober 2006. Kurz darauf war er mit seiner Schauspielkollegin Andrea Anders liiert, die auch in der Sitcom Joey mitspielte. 2014 trennte sich das Paar.

## Filmografie (Auswahl)
- 1988–1989: TV 101 (Fernsehserie, 13 Folgen)
- 1989: Chaos hoch zehn (Just the Ten of Us, Fernsehserie, 2 Folgen)
- 1990: Auf Leben und Tod (Anything to Survive, Fernsehfilm)
- 1990: Eine schrecklich nette Familie (Married... with Children, Fernsehserie, 3 Folgen)
- 1991: Top of the Heap (Fernsehserie, 7 Folgen)
- 1992: Verducci und Sohn (Vinnie & Bobby, Fernsehserie, 7 Folgen)
- 1993: Armee der Zombies (Grey Knight)
- 1993: Class of ’96 (Fernsehserie, eine Folge)
- 1994: Clash – Showdown in L.A. (Lookin' Italian)
- 1994: Auf Bewährung (Reform School Girl, Fernsehfilm)
- 1994–2004: Friends (Fernsehserie, 236 Folgen)
- 1996: Ed – Die affenstarke Sportskanone (Ed)
- 1998: Lost in Space
- 2000: 3 Engel für Charlie (Charlie’s Angels)
- 2001: Die Männer Ihrer Majestät (All the Queen’s Men)
- 2003: 3 Engel für Charlie – Volle Power (Charlie’s Angels: Full Throttle)
- 2004–2006: Joey (Fernsehserie, 46 Folgen)
- 2011–2017: Episodes (Fernsehserie, 41 Folgen)
- 2014: Lovesick – Liebe an, Verstand aus (Lovesick)
- 2016–2019: Top Gear (Fernseh-Automagazin, als Moderator, 26 Folgen)
- 2016–2020: Man with a Plan (Fernsehserie, 69 Folgen) (auch Produzent)
- 2021: Friends: The Reunion (Fernseh-Special)

## Produzent
- 2006: The Prince
- 2010: Jonah Hex (Executive Producer)